# 기섭
기섭(본명: 이기섭, 1991년 1월 17일~)은 대한민국의 가수이자 배우로, 유키스의 멤버이다.

## 작품

### 텔레비전 프로그램
- 얼짱시대 2 (2009-2010)

### 텔레비전 드라마
- 레알스쿨 (2011) - 기섭 역

### 뮤지컬
- 썸머스노우 (2013)
- 궁 (2013)
- 카페·인 (2016)